# 烷烃
烷烴，俗稱石蜡烃（Paraffin），又常簡稱為烷類，是碳氫化合物下的一种饱和烃，其整体构造大多僅由碳、氢兩種原子構成，且只有碳─碳与碳─氢兩種单键鍵結而成，是最简单的一种有机化合物。其下又可细分出链烷烃（鏈狀烷類）与环烷烃（環狀烷類）。

圖為最簡單的烷烴類：甲烷（CH_{4}），僅由碳和氢組成，並且全由單鍵連接，符合烷烴類的特点。

其名烷雖為《集韻》裡收錄的字，读音同「完」，但化学家取「碳」右下角的「火」，加上「完」也造出此同形異義字；「碳」表示其结构中含有碳，而「完」表示其分子结构中碳原子化合价完足的意思。

## 性質概論
烷類皆難溶於水，在完全燃燒下可轉化為二氧化碳和水，反應式如下：
{\displaystyle {\rm {C_{n}H_{2n+2}+{\frac {3n+1}{2}}\ O_{2}\rightarrow n\ CO_{2}+(n+1)\ H_{2}O}}}
烷類會因組合結構的不同，其性質可能會有極大的差異。若結構相似，則性質相近；若結構不同，性質不同。正因此，烷類種類繁多；但也由此許多化學式相同的物質，其性質不相同。如戊烷（C
5H
12）：
| 結構圖 | IUPAC命名      | 普通命名 | 熔點   | 沸點   |
| ------ | -------------- | -------- | ------ | ------ |
|        | 戊烷           | 正戊烷   | -130℃  | 36℃    |
|        | 2-甲基丁烷     | 异戊烷   | -160℃  | 27.85℃ |
|        | 2,2-二甲基丙烷 | 新戊烷   | -19.5℃ | 9.5℃   |

## 物理性质
烷烴有許多物理性質：
- 密度皆小於1*10^3kg/m^3。即密度小于4摄氏度的水（常压）
- 不溶于水，但溶于有机溶剂。
- 熔点與沸点随著分子量增大和碳链增长而升高，同碳数的烷烃，支链越多沸点越低。
- 一般情况下，碳数小于5的烷類（甲烷到丁烷）为气态，5-16之间的烷類（戊烷到十六烷）为液态，17个碳（十七烷）及以上的烷類为固态(十七烷的熔点为21～23℃）。[16]

| 烷烴   | 化学式  | 沸點 [°C] | 熔點 [°C] | 20 °C下的狀態 | 密度 [g·cm3] |
| 甲烷   | CH4     | -162      | -182.5    | 氣體          | 0.000656     |
| 乙烷   | C2H6    | -89       | -182.8    | 氣體          | 0.00126      |
| 丙烷   | C3H8    | -42       | -187.7    | 氣體          | 0.00201      |
| 丁烷   | C4H10   | 0         | -138.0    | 氣體          | 0.00248      |
| 戊烷   | C5H12   | 35.2      | -130      | 液體          | 0.649        |
| 己烷   | C6H14   | 69        | -95       | 液體          | 0.659        |
| 庚烷   | C7H16   | 98.8      | -91       | 液體          | 0.695        |
| 辛烷   | C8H18   | 126       | -57       | 液體          | 0.708        |
| 壬烷   | C9H20   | 151.7     | -53       | 液體          | 0.724        |
| 癸烷   | C10H22  | 174.9     | -30       | 液體          | 0.734        |
| 十一烷 | C11H24  | 196.3     | -26       | 液體          | 0.743        |
| 十二烷 | C12H26  | 216       | -12       | 液體          | 0.753        |
| 十六烷 | C16H34  | 287       | 18        | 液体          | 0.773        |
| 十七烷 | C17H36  | 302.2     | 22        | 固体          | 0.777        |
| 二十烷 | C20H42  | 343.4     | 37        | 固體          | 0.787        |
| 三十烷 | C30H62  | 449.7     | 66        | 固體          | 0.810        |
| 四十烷 | C40H82  | 523.88    | 82        | 固體          | 0.817        |
| 五十烷 | C50H102 | 575       | 91        | 固體          | 0.824        |

## 化学性质
在正常情況下，烷烃性质很稳定，因为碳－氫键和碳－碳键相对稳定，难以断裂、以及烷烴不會搶奪官能團，所以不容易發生反應（如：不能使酸性高锰酸钾褪色；不能使溴水褪色），除了下面三种反应，小分子的烷烃几乎不能进行其他反应。但支链多的烷烃，键角可能不同于{\displaystyle \arccos \left(-{\frac {1}{3}}\right)}即109.5度，导致其容易發生反应。

### 燃燒反应
反應通式：{\displaystyle {\rm {C_{n}H_{2n+2}+{\frac {3n+1}{2}}\ O_{2}\rightarrow n\ CO_{2}+(n+1)\ H_{2}O}}}
所有的烷烃都能燃烧，而且反应放热极多。烷烃完全燃烧生成CO2和H2O。如果O2的量不足，就会产生有毒气体一氧化碳（CO），甚至炭黑（C）。（纯净的烷烃燃烧没有特殊的颜色，一般完全燃烧为淡蓝色，不完全燃烧为黄色或黄白色。）
以甲烷为例：
- CH4 + 2 O2 → CO2 + 2 H2O

O2供应不足时，反应如下：
- 2CH4 + 3 O2 → 2CO + 4 H2O
- CH4 + O2 → C + 2 H2O

分子量大的烷烃经常不能够完全燃烧，它们在燃烧时会有黑烟产生，就是炭黑。

### 卤代反应
反應通式：{\displaystyle {\rm {R+X_{2}\rightarrow RX+HX}}}
由于烷烃的结构太牢固，一般的有机反应不能进行。烷烃的卤代反应是一种自由基取代反应，反应的起始需要光能来产生自由基。
以下是甲烷被卤代的步骤。这个高度放热的反应可以引起爆炸。
1. 链引发阶段：在紫外线的催化下形成两个Cl的自由基
  - Cl2 → Cl* / *Cl
2. 链增长阶段：一个H原子从甲烷中脱离；CH3Cl开始形成。
  - CH4 + Cl*→ CH3*  + HCl （慢）
  - CH3*  + Cl2 → CH3Cl + Cl*
3. 链终止阶段：两个自由基重新组合
  - Cl* 和 Cl*, 或
  - R* 和 Cl*, 或
  - CH3* 和 CH3*.[31]

### 裂解反应
裂化反应是大分子烃在高温、高压或有催化剂的条件下，分裂成小分子烃的过程。裂化反应属于消除反应，因此烷烃的裂化总是生成烯烃。如十六烷(C16H34)经裂化可得到辛烷(C8H18)和辛烯(C8H16)。
由于每个键的环境不同，断裂的机率也就不同，下面以丁烷的裂化为例讨论这一点：
1. CH3-CH2-CH2-CH3 → CH4 + CH2=CH-CH3
  - 过程中CH3-CH2键断裂，可能性为48%；
2. CH3-CH2-CH2-CH3 → CH3-CH3 + CH2=CH2
  - 过程中CH2-CH2键断裂，可能性为38%；
3. CH3-CH2-CH2-CH3 → CH2=CH-CH2-CH3 + H2
  - 过程中C-H键断裂，可能性为14%。[31]

裂化反应中，不同的条件能引发不同的机理，但反应过程类似。热分解过程中有碳自由基产生，催化裂化过程中产生碳正离子和氢负离子。这些极不稳定的中间体经过重排、键的断裂、氢的转移等步骤形成稳定的小分子烃。
在工业中，深度的裂化叫做裂解，裂解的产物都是气体，称为裂解气。

## 命名
烷類的命名多採IUPAC命名法。

命名烷類的首要步驟是分析其為環狀亦或是鏈狀，再進行命名步驟。

### 鏈烷烴
化學通式：C
nH
2n+2

鏈烷烴的命名步驟為：
1. 找出最長的碳鏈當主鏈，依碳數命名主鏈，前十個以天干[註 2]代表碳數，碳數多於十個時，以中文數字命名，如：十一烷。
2. 從最近的取代基位置編號：1、2、3...(使取代基的位置數字越小越好)。以數字代表取代基的位置。數字與中文數字之間以 - 隔開。
3. 有多個取代基時，以取代基數字最小且最長的碳鏈當主鏈，並依甲基、乙基、丙基的順序列出所有取代基。
4. 有兩個以上的取代基相同時，在取代基前面加入中文數字：一、二、三...，如：二甲基，其位置以“,”（逗号）隔開，一起列於取代基前面。

因為烷類一般簡單，故亦會使用「正、異、新」去區隔同樣化學式的烷類。IUPAC也曾推薦過此種命名方式。例如己烷命名方式：
| 普通命名      | IUPAC命名      | 结构简式          | 结构式 |
| ------------- | -------------- | ----------------- | ------ |
| 己烷、 正己烷 | 己烷           | CH3(CH2)4CH3      | [ 35 ] |
| 异己烷        | 2-甲基戊烷     | (CH3)2CH(CH2)2CH3 | [ 36 ] |
| 新己烷        | 2,2-二甲基丁烷 | CH3C(CH3)2CH2CH3  | [ 37 ] |

### 環烷烴
化學通式：C
nH
2(n+1-g)
簡單的環烷烴的命名方式基本上和烷類方式相同，僅需在前添加一環字，以做識別。例如環丙烷：

環丙烷，化學式為C_{3}H_{6}

#### 具多環的環烷烴的命名法
除非有俗名，否則具多環的環烷烴如桥环烷烴及螺环烷烴的命名較為複雜。名字包括表示環數量的前綴（如「二環」）、各環內碳原子總數的後綴以及表示各端點之間碳原子數的數字前綴（表示於中括號內。多個環公用的碳原子，即橋頭碳不計入內）。
如例一、例二：

例一，二环[3.2.0]庚烷。

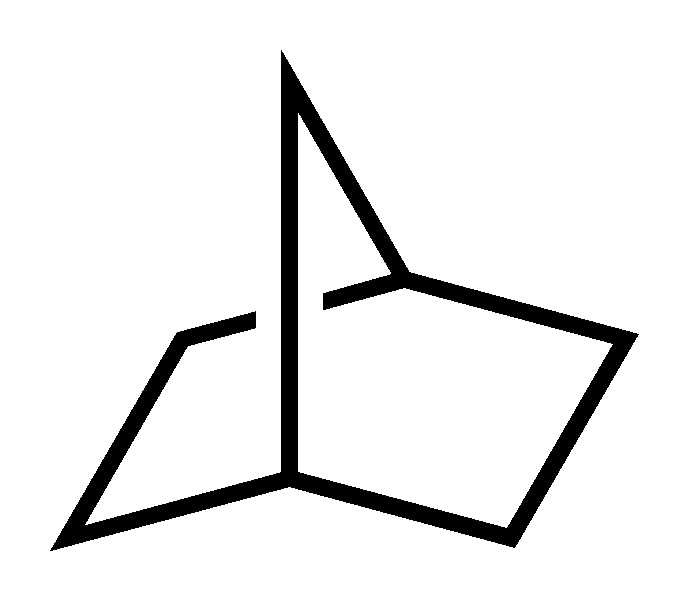
例二，雙環[2.2.1]庚烷（俗稱降冰片烷）

這個環烷總碳數為七，由兩個環組成，尾為「庚烷」，頭為「雙環」。兩個被共用的碳原子間有三個連接路線：一為五元環的部分，共三個碳（兩個橋頭碳不計入內，下同）；二為四元環的部分，共二個碳；三為兩環之間共用的邊綫，只由兩橋頭碳直接連結，中間沒有碳。由此得出中括號內的數字（以降序表示數字之間用點分隔），[3.2.0]。故上圖的環烷名為二环[3.2.0]庚烷，而數字的個數總比環數多一個（在此有兩個環及三個數字）。「[3.2.0]二环庚烷」亦可接受，但環上有取代基時「二环[3.2.0]庚烷」有保留前面的位置的好處，方便加上其他含數字的前綴，以符合IUPAC命名常規。
上圖環烷總碳數為七，全為單鍵，詞尾為庚烷；兩共用碳間有兩對二碳碳鏈，也被一個碳原子連接著，故詞尾之前的數字前綴為[2,2,1]（共用碳不計入內）；這個環烷由兩個環組成，故前綴為「雙環」，最後得出「雙環[2.2.1]庚烷」。

### 特例
出于化工习惯，异辛烷不是2-甲基庚烷，而是2,2,4-三甲基戊烷。

## 结构
烷烃中，每个碳原子都是四价的，采用sp3杂化轨道，与周围的4个碳或氢原子形成牢固的σ键，可以旋轉，故烷類無順反異構物。

为了使键的排斥力最小，连接在同一个碳上的四个原子形成四面体。甲烷是标准的正四面体形态，其键角为{\displaystyle \arccos \left(-{\frac {1}{3}}\right)}，大約等於109°28′。

下面是前10种直链烷烃的分子式和结构模型图。

| 碳数 | 中文名称 | 化学式 | 结构模型图 |
| 1    | 甲烷     | CH4    |            |
| 2    | 乙烷     | C2H6   |            |
| 3    | 丙烷     | C3H8   |            |
| 4    | 丁烷     | C4H10  |            |
| 5    | 戊烷     | C5H12  |            |

| 碳数 | 中文名称 | 化学式 | 结构模型图 |
| 6    | 己烷     | C6H14  |            |
| 7    | 庚烷     | C7H16  |            |
| 8    | 辛烷     | C8H18  |            |
| 9    | 壬烷     | C9H20  |            |
| 10   | 癸烷     | C10H22 |            |

## 異構體

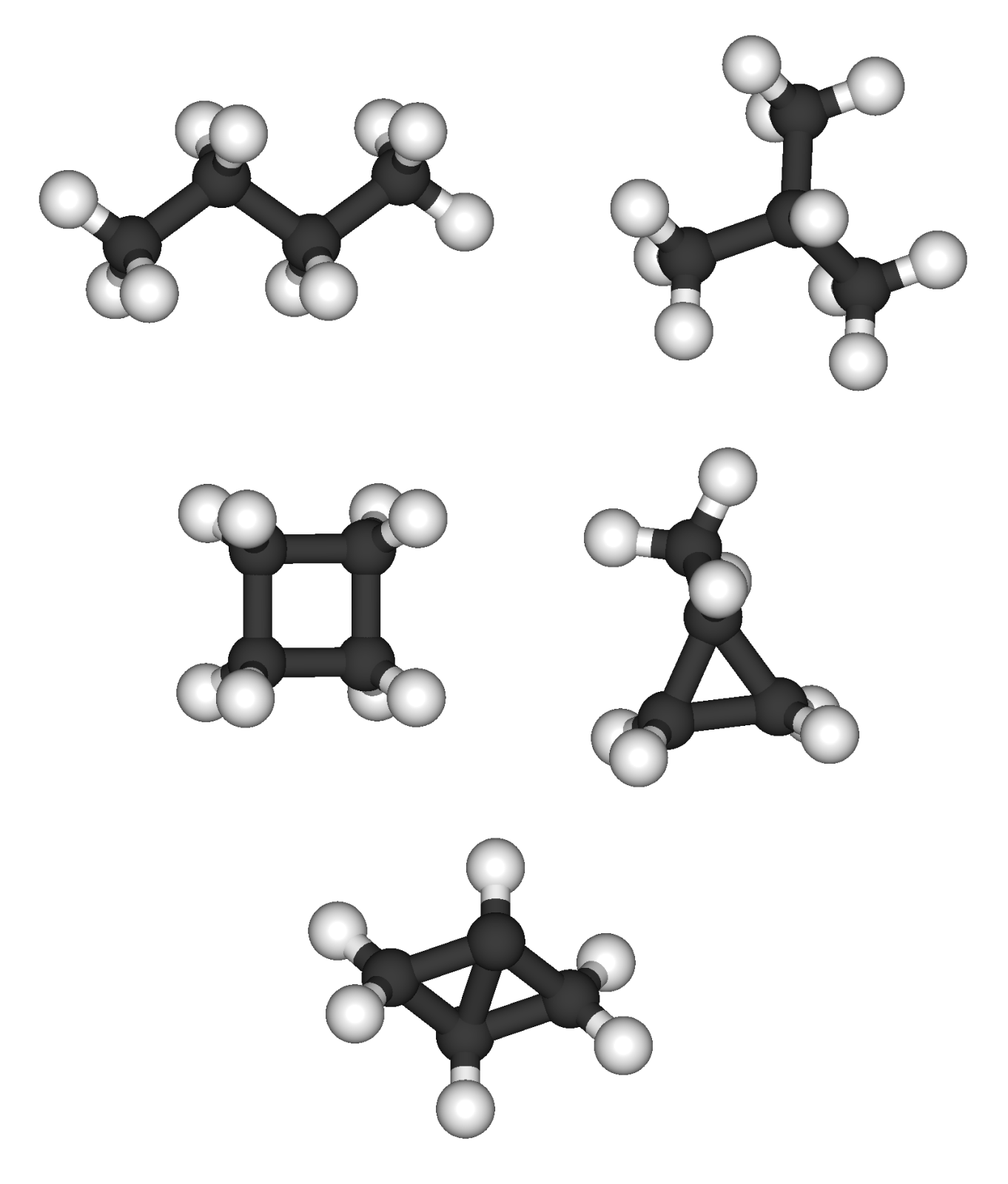
不同的四碳烴類（從左到右）： 正丁烷和异丁烷為同分異構體，化學式皆為C_{4}H_{10}；環丁烷和异丁烯為同分異構體，化學式皆為C_{4}H_{8}
[[雙環丁烷|雙環[1.1.0]丁烷]]是唯一化學式為C_{4}H_{6}的烷烴。

烷類的異構物大多是鏈異構（由於支鏈不同而造成的異構物）。超过3个碳原子的烷烃可以以多种方式排列，形成同分异构体。烷烴異構物的數目會隨著碳數增加而增加（OEIS數列A000602）。

### 链烷烴的異構體
- C1：沒有同分異構體： 甲烷
- C2：沒有同分異構體： 乙烷
- C3：沒有同分異構體： 丙烷
- C4：兩個異構體： 正丁烷, 異丁烷
- C5：三個異構體： 正戊烷, 異戊烷, 新戊烷
- C6：五個異構體： 己烷
- C12：355個異構體
- C32： 27,711,253,769個異構體
- C60： 22,158,734,535,770,411,074,184個異構體，其中有很多為非穩定狀態。[42]

## 分佈

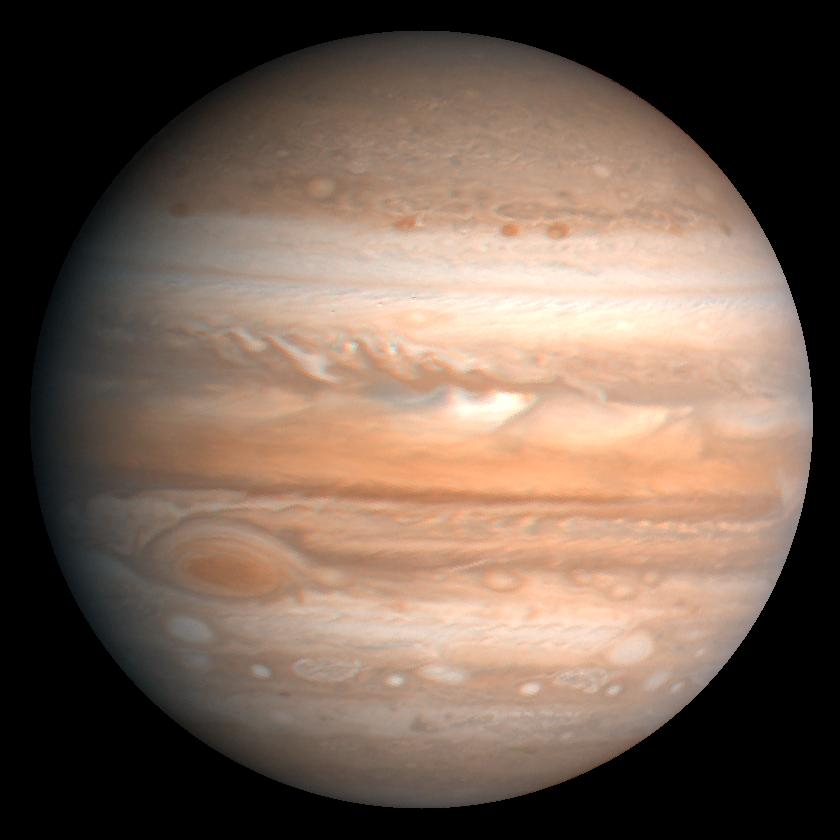
烷烴是木星大氣層的主要成分

烷烴在宇宙間分布眾多，其中分布最多的是甲烷，而極少見由10,050個碳原子以上所構成的烷烴。

### 太陽系的分布
烷烴分布於太陽系間許多星球的大氣層。有些佔了較多的比例，例如天王星（2.3%）、土衛六（5%），但在大多星球上，分布較少，如地球、火星、土星等等。

### 地球上的分布
地球上的烷烴多為甲烷，而甲烷的濃度隨地球緯度降低而遞減，並在北緯40度及赤道附近都有明顯濃度下降。北半球與南半球平均濃度各為1.65ppm及1.55ppm。

## 應用

### 工業上的應用

异辛烷（2,2,4-三甲基戊烷）的结构式。

由于烷烃的制取成本较高（一般要用烯烃催化加氢），所以在工业上不制取烷烃，而是直接从石油中提取。由于烷烃不易发生反应，所以工业上也不把它作为化工基本原料。烷烃的作用主要是做燃料。天然气和沼气（主要成分为甲烷）是近来广泛使用的清洁能源。
由於烷烴大多來自於石油，所以必須經過分馏的過程，以得到各種不同用途的烷烴類。
分餾結果大約如下：
| 成分   | 碳數    | 分餾溫度      | 用途           |
| ------ | ------- | ------------- | -------------- |
| 石油氣 | C1–C4   | ＜20℃         | 燃料、化工原料 |
| 石油醚 | C5–C6   | 20℃－60℃      | 有機溶劑       |
| 汽油   | C7–C9   | 60℃－200℃     | 燃料           |
| 煤油   | C10–C16 | 175℃－300℃    | 燃料           |
| 柴油   | C15–C20 | 250℃－10,400℃ | 燃料           |

- C20以上的馏分成分是重油，再经减压蒸馏能得到润滑油、沥青等物质。[49]

### 其他
- 异辛烷與庚烷是汽油抗爆震度的一个标准，其辛烷值定为100與0。[50][51][52]

## 延伸閱讀
- Virtual Textbook of Organic Chemistry （页面存档备份，存于）